# Raisdorf (Gemeinde Pernegg)
Raisdorf ist eine Ortschaft und eine Katastralgemeinde der Gemeinde Pernegg im Bezirk Horn in Niederösterreich.

## Geschichte
Laut Adressbuch von Österreich waren im Jahr 1938 in der Ortsgemeinde Raisdorf zwei Gastwirte, ein Gemischtwarenhändler, ein Sattler, ein Schmied, ein Schneider, zwei Schuster, ein Uhrmacher und einige Landwirte ansässig. Beim Ort gab es auch einen Steinbruch.

## Siedlungsentwicklung
Zum Jahreswechsel 1979/1980 befanden sich in der Katastralgemeinde Raisdorf insgesamt 84 Bauflächen mit 42.408 m² und 97 Gärten auf 99.988 m², 1989/1990 gab es 108 Bauflächen. 1999/2000 war die Zahl der Bauflächen auf 141 angewachsen und 2009/2010 bestanden 134 Gebäude auf 318 Bauflächen.

## Bodennutzung
Die Katastralgemeinde ist landwirtschaftlich geprägt. 490 Hektar wurden zum Jahreswechsel 1979/1980 landwirtschaftlich genutzt und 111 Hektar waren forstwirtschaftlich geführte Waldflächen. 1999/2000 wurde auf 493 Hektar Landwirtschaft betrieben und 111 Hektar waren als forstwirtschaftlich genutzte Flächen ausgewiesen. Ende 2018 waren 469 Hektar als landwirtschaftliche Flächen genutzt und Forstwirtschaft wurde auf 116 Hektar betrieben. Die durchschnittliche Bodenklimazahl von Raisdorf beträgt 33,2 (Stand 2010).